# Сен-При (Валь-д’Уаз)
Сен-При (фр. Saint-Prix) — муниципалитет во Франции, в регионе Иль-де-Франс, департамент Валь-д'Уаз. Население — 7 214 человек (2006). Муниципалитет расположен на расстоянии около 19 км севернее Парижа, 15 км восточнее Сержи.

## Демография
Динамика населения (INSEE):